# Slagschip

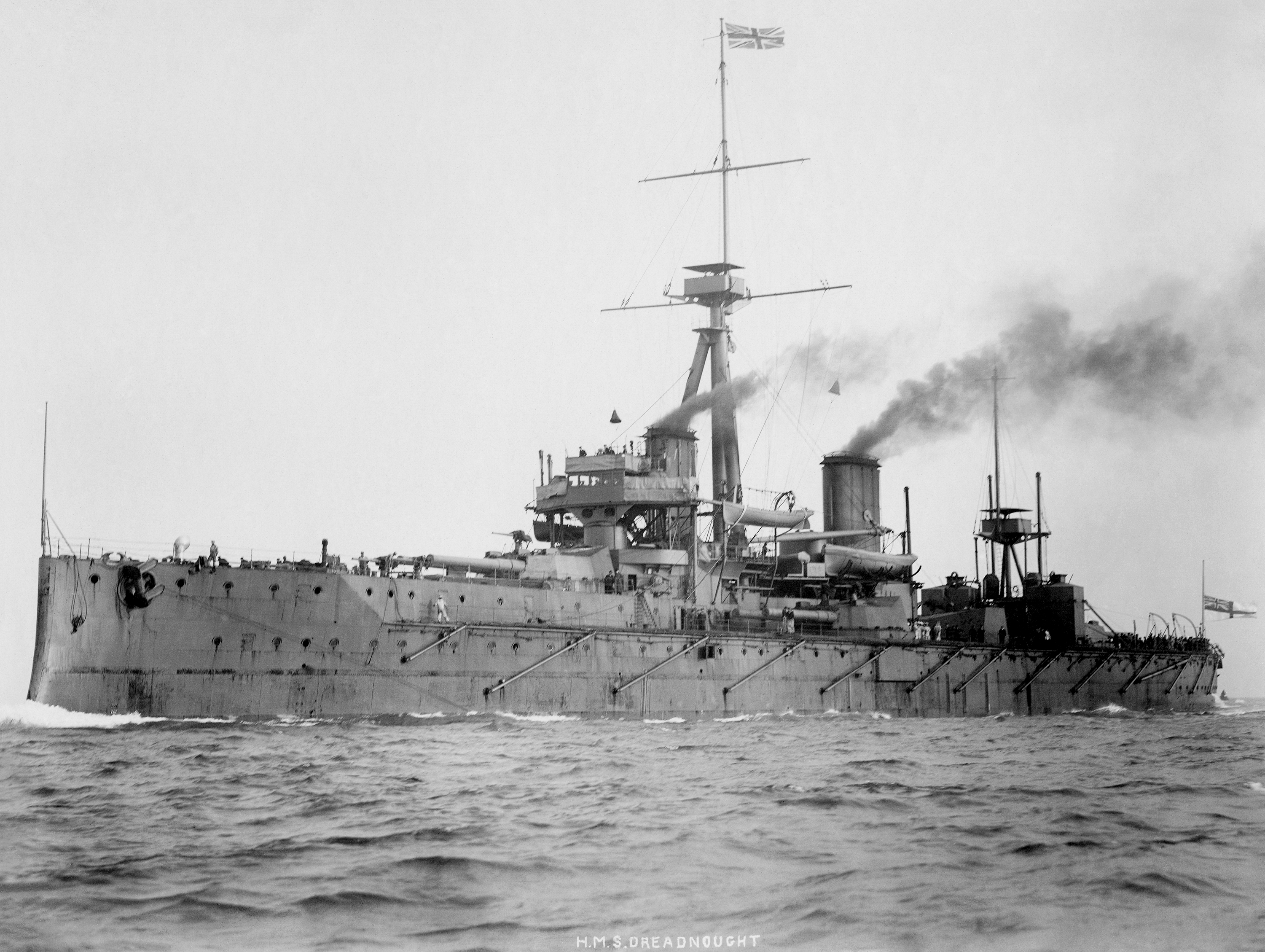
HMS Dreadnought

Een slagschip is een groot en zwaar bewapend type oorlogsschip, dat voornamelijk tussen 1906 en 1945 gebruikt werd. De term slagschip is afgeleid van schip voor in de slaglinie of een schip om een (zee)slag mee te kunnen leveren. Na de Tweede Wereldoorlog raakten slagschepen in onbruik, afgezien van korte oplevingen tijdens de Korea-, Vietnam- en Golfoorlogen. Slagschepen waren tussen de ca. 18.000 en 65.000 ton groot en bewapend met acht tot twaalf kanonnen van zwaar kaliber (305 – 460 mm), opgesteld in twee- en/of drielingtorens. Er bestonden ook Franse en Britse slagschepen met vierlingtorens zoals de Jean Bart en de Richelieu (Frans) en de King George V (Brits).

## Geschiedenis
Door het gebruik van stoom en staal ontstonden in de 2e helft van de 19e eeuw de pantserschepen (pantserkruisers, pantserdekkruisers en verwanten). Nog geheel in de traditie uit de zeiltijd met rijen kanonnen die door het boord aan weerszijden van het schip staken. Aan dek waren dan nog twee tot vier kanonnen van een zwaarder type opgesteld, al dan niet in tweelingtorens (dit wil zeggen: twee kanonnen in één geschuttoren). De geschuttoren (ook: affuit), stond op rails, zodat het geschut zowel naar bakboord als naar stuurboord gedraaid kon worden.
Tegen het einde van de 19e eeuw waren dergelijke pantserschepen in grootte en gewicht al toegenomen tot wel 7000 ton en de grootste onder hen werden al 'slagschepen' (Engels: battleships) genoemd.
Het oude gebruik om meerdere rijen kanonnen van verschillende kalibers boven elkaar te plaatsen werd nutteloos bevonden. In een zeeslag zijn het namelijk voornamelijk de zware kanonnen die het gevecht op langere afstand voeren. Beter was het dus om het aantal lichtere kanonnen te beperken en de vrijgekomen draagkracht van het schip te benutten voor zware kanonnen.
In 1906 stelde de Royal Navy het eerste 'moderne' slagschip in dienst: de Dreadnought (vertaald: vreest niets). Een slagschip met 10 kanonnen van 12 inch (305 mm) in 5 dubbeltorens. De Dreadnought was sneller dan zijn tijdgenoten en was beter gepantserd. Deze voordelen waren overigens niet uitsluitend verkregen door te beperken op de lichtere kanonnen: het schip was met ca. 18.000 ton groter dan elke tijdgenoot.
De Dreadnought zette aan tot een nieuwe wapenwedloop. Bij het begin van de Eerste Wereldoorlog had elke respectabele zeemacht meerdere van dergelijke schepen in dienst. De grootsten al boven 30.000 ton. Bij het einde van de oorlog waren al schepen van meer dan 40.000 ton in aanbouw.
Het Vlootverdrag van Washington beperkte in 1922 de grootte van slagschepen tot 35.000 longton en stelde het maximale kaliber van het geschut vast op 16 inch (406 mm). Dit legde beperkingen op aan de marines bij het ontwerpen: aan bepantsering, bewapening of actieradius moesten concessies worden gedaan. Bij het verdrag van Londen (1930) werd het maximum kaliber verder beperkt tot 14 inch (355 mm).
Volgens sommigen zou het vlootverdrag daardoor mede hebben bijgedragen aan de ontwikkeling van vliegdekschepen. Zeker is dat Japan zeer veel aandacht aan dat type schip besteedde, wellicht mede ingegeven door het feit dat Japan gerechtigd was slechts 60% van de tonnage aan slagschepen te bouwen die was toegestaan aan de Verenigde Staten en Engeland.
In 1936 werden de beperkingen opgeheven en al snel werden veel grotere slagschepen gebouwd in de Verenigde Staten (45.000 ton) en Japan (64.000 ton). De Japanners voerden tevens 460 mm (18.1 inch) geschut aan boord van hun grootste twee slagschepen de Yamato en de Musashi. Deze grote slagschepen zijn tijdens de Tweede Wereldoorlog nauwelijks ingezet. De zeeslagen werden vooral door het luchtwapen beheerst en bij diverse confrontaties met vliegtuigen en/of vliegdekschepen dolf het slagschip het onderspit. Mede daarom zijn, kort na de Tweede Wereldoorlog, de meeste slagschepen uit dienst gesteld. Even zijn ze nog gebruikt in de Korea- en Vietnam-oorlogen als drijvend geschutplatform voor kustbombardementen.

## De Tweede Wereldoorlog
Tijdens de Tweede Wereldoorlog speelden de slagschepen tot 1942 een belangrijke rol. Admiraals van zowel de geallieerde mogendheden als de asmogendheden zagen het slagschip in het begin van de oorlog als voornaamste wapen op zee. Enkele opvallende uitzonderingen waren de Japanse admiraal Yamamoto en Amerikaanse admiraal Halsey, vooral de eerste zag de mogelijkheden van het luchtwapen tegen vijandelijke schepen.
De Fransen en Duitsers beschikten ieder over 2 moderne slagschepen en 2 moderne slagkruisers; de Italianen moderniseerden en verbouwden 4 slagschepen en bouwden nog 3 slagschepen; de Britten beschikten over 8 oude slagschepen waarvan ze er 3 moderniseerden, 3 oude slagkruisers waarvan ze er twee moderniseerden en ze bouwden 5 moderne slagschepen.
De Japanners moderniseerden 6 oude slagschepen en 4 oude slagkruisers en bouwden 2 enorme slagschepen; de Amerikanen moderniseerden in de oorlog een 10-tal oude slagschepen en bouwden 10 moderne slagschepen en 2 moderne slagkruisers.
Deze 55 moderne eenheden zagen zonder uitzondering veel actie en waren met slechts enkele uitzonderingen wel een keer in gevecht met een modern slagschip of slagkruiser van de tegenstander.
Veel vaker echter moesten de schepen zich verweren tegen aanvallen vanuit de lucht en het afweren van een luchtaanval bleek vaak niet echt mogelijk. Enkele schepen moesten ook aanvallen van vijandelijke duikboten ondergaan.
In de Tweede Wereldoorlog werden van de asmogendheden: 1 Italiaanse, 3 Duitse en 11 Japanse zware eenheden tot zinken gebracht; de geallieerden verloren: 2 Franse slagkruisers, 3 Britse slagschepen en 2 slagkruisers, de Amerikanen verloren geen enkel modern of gemoderniseerd slagschip. Tijdens de aanval op Pearl Harbor zijn wel de USS Arizona en de USS Oklahoma verloren gegaan, maar de Verenigde staten van Amerika waren nog niet in oorlog.
In het begin van de Tweede Wereldoorlog werd er opvallend veel gebruikgemaakt van slagschepen om vijandelijke schepen te vernietigen:
- Tijdens operatie Weserübung op 10 april 1940 streden de Duitse slagkruisers Scharnhorst en Gneisenau met de Britse slagkruiser Renown.
- Op 13 april 1940 bracht het Britse slagschip Warspite samen met andere schepen 8 Duitse torpedobootjagers tot zinken.
- Op 8 juni 1940 brachten de Duitse slagschepen Scharnhorst en Gneisenau het vliegkampschip Glorious en twee torpedobootjagers tot zinken. Beide slagschepen zouden gezamenlijk gedurende de oorlog nog 22 koopvaardijschepen vernietigen.
- Op 3 juli 1940 werd de Franse Bretagne tijdens de aanval op Mers-el-Kébir door een aanval van Britse slagschepen en de slagkruiser Hood tot zinken gebracht De moderne slagkruiser Dunkerque werd bij Mers El Kebir zwaar beschadigd. Het zusterschip Strassbourg ontsnapte al schietend uit Mers-el-Kébir.
- Op 9 juli 1940 vond de Slag bij Punta Stilo plaats, waarbij Italiaanse en Britse slagschepen enkele minuten schoten uitwisselden.
- In december 1940 voerden de Britten een zeer succesvolle aanval met torpedovliegtuigen tegen de Italiaanse slagvloot in de haven van Tarente uit en wisten de gemoderniseerde slagschepen Giulio Cesare en Conte di Cavour en het grote moderne slagschip Littorio zwaar te beschadigen. De Italianen brachten eind 1941, begin 1942 de 2 omgebouwde en geheel gemoderniseerde oude slagschepen Andrea Doria en Caio Duilio in de vaart.
- In maart 1941 brachten de Britse slagschepen HMS Warspite, Barham en Valiant met enkele escorterende eenheden de Italiaanse grote zware kruisers Zara, Pola en Fiume in een nachtelijk duel tot zinken.
- Op zee werden zowel de Littorio en Vittorio Veneto bij diverse acties met torpedovliegtuigen aangevallen en (opnieuw) beschadigd.
- Op 24 mei 1941 bracht het gloednieuwe Duitse slagschip Bismarck in de Slag bij Straat Denemarken de grote Britse slagkruiser Hood tot zinken en werd het eveneens nieuwe Britse slagschip HMS Prince of Wales (1939) buiten gevecht gesteld.
- Op 27 mei 1941 werd de Bismarck zelf tot zinken gebracht, nadat het slagschip door een torpedotreffer op een der roeren door Swordfish vliegtuigen niet meer goed kon manoeuvreren, de hele nacht door torpedojagers aangevallen was en daarna 2 uur lang beschoten en buiten gevecht werd gesteld door de Britse slagschepen Rodney en King George V. De Bismarck was dermate goed gebouwd, dat het na beschoten te zijn door 78 torpedo's en 2800 granaten niet tot zinken kon worden gebracht. Geen der torpedo's en slechts 4 zware granaten doorboorden de pantsergordel. De Duitse bemanning bracht het schip zelf tot zinken. Sindsdien is de Bismarck het meest legendarische slagschip van de Tweede Wereldoorlog en zijn er honderden boeken over geschreven.

Na de aanval op Pearl Harbor op 7 december 1941 door Japanse vliegtuigen vanaf een vliegdekschip werd er ernstig getwijfeld aan het slagschip. De oude slagschepen USS Pennsylvania (BB-38), USS Tennessee (BB-43) en USS Maryland (BB-46) raakten licht beschadigd en de oude slagschepen USS Arizona (BB-39), USS Oklahoma (BB-37), USS West Virginia (BB-48), USS California (BB-44) en USS Nevada (BB-36) werden tot zinken gebracht. Nu de Amerikaanse vloot zonder slagschepen zat in de Grote Oceaan bleven alleen de vliegkampschepen over die toevallig op 7 december 1941 niet aanwezig waren in Pearl Harbor.
Op 10 december 1941 kregen de geallieerden nog een zware schok te verwerken toen het slagschip Prince of Wales en de slagkruiser Repulse tot zinken werden gebracht door Japanse vliegtuigen bij Malakka.
Het volgende verlies was de Barham door Duitse torpedo's van een duikboot in de Middellandse Zee. Bij latere acties met "maiales" werden in Alexandrië de gemoderniseerde oude slagschepen de Queen Elizabeth en de Valiant zwaar beschadigd.
Gedurende het jaar 1942 kwamen zes nieuwe Amerikaanse slagschepen North Carolina, Washington, South Dakota, Indiana, Massachusetts en Alabama in dienst en stonden er nog eens vier Iowaklasse slagschepen op stapel. De Britten bouwden de 2 King George V-klasse slagschepen Howe en Anson af. De Duitsers kregen de beschikking over de Tirpitz en de Italianen over de Roma
- Op 8 november 1942 opende de USS Massachusetts het vuur op het onvoltooide Franse slagschip Jean Bart tijdens de Slag om Casablanca. Het Franse slagschip dat al eerder was getroffen door twee bommen van Amerikaanse vliegtuigen, werd door vijf granaten van de USS Massachusetts getroffen en zonk in de ondiepe haven. Daarna opende de Massachusetts het vuur op andere Franse schepen die pogingen ondernamen om de landingsschepen aan te vallen.
- Op 15 november 1942 raakten de Amerikaanse slagschepen USS Washington en USS South Dakota betrokken bij een zeeslag rond Guadalcanal, waarbij de Japanse slagkruiser Kirischima en een torpedobootjager tot zinken werden gebracht. Zelf verloren de Amerikanen drie torpedobootjagers en raakte de USS South Dakota beschadigd.
- In september 1943 werd het nieuwe Italiaanse slagschip Roma door Duitse vliegtuigen tot zinken gebracht, nadat het de haven verlaten had om zich bij de Britse Vloot op Malta te voegen.

De zusterschepen van de Roma, de Littorio en Vittorio Veneto bereikten met de Andrea Doria en Caio Duilio het geallieerde kamp wel en werden voor de rest van de oorlog geïnterneerd.
- Op 26 december 1943 werd de Duitse slagkruiser Scharnhorst door het Britse slagschip Duke of York, 3 kruisers en 8 torpedojagers na urenlange beschietingen over en weer in een stormachtige Poolnacht met torpedo's tot zinken gebracht. Dit was de laatste actie tussen slagschepen in Europese wateren.
- Op 24 november 1944 vond de laatste actie tussen slagschepen plaats, waarbij de inmiddels herbouwde Pearl Harbor-veteranen USS West Virginia, USS Tennessee, USS Maryland en USS California het Japanse slagschip Fuso in de grond boorden tijdens de Slag bij Surigao. Tijdens de opmars door de Suriago Straat ging ook het zusterschip van de Fuso de Yamashiro verloren.

Tijdens de Slag in de Golf van Leyte beschoten de Japanse grote slagschepen Yamato, Nagato en de Haruna de Amerikaanse landingsvloot, nadat ze het zusterschip van de Yamato de Musashi in de Sibuyan Sea door luchtaanvallen verloren hadden. De Japanse slagvloot werd dermate zwaar door vliegtuigen aangevallen dat ze onverrichter zake weer terug moest varen.
In Europa werd het laatste grote Duitse slagschip, de Tirpitz, bijgenaamde "de eenzame koningin van het Hoge Noorden" nabij Tromsö met Tallboys tot zinken gebracht.
Het grootste slagschip, dat aan het eind van de oorlog nog over was: de Yamato werd met een aantal escorterende schepen in 1945 eveneens door luchtaanvallen tot zinken gebracht.
Na de Slag in de Golf van Leyte vluchten de hybride slagschepen Ise en Hyuga terug naar Japan waar ze medio 1945 tezamen met de Haruna door luchtaanvallen in de haven buiten gevecht werden gesteld.
Aldus was van de verslagen Asmogendheden alleen nog het Japanse slagschip Nagato over. Dit schip werd bij de atoombomproef bij Bikini na de oorlog vernietigd.

## Moderne typen

### Iowaklasse
De vier schepen van de Iowaklasse zijn de grootste slagschepen (45.000 ton) die de Amerikaanse marine heeft gebouwd. Ze kwamen tijdens de Tweede Wereldoorlog in gebruik en zijn kort daarna uit dienst gesteld. In tegenstelling tot veel andere slagschepen werden ze echter niet gesloopt maar in reserve genomen en goed onderhouden. Tijdens de oorlogen in Korea en Vietnam kwam de USS New Jersey weer tijdelijk in dienst en werd gebruikt als geschutplatform.
Na 1980 mocht de Amerikaanse marine alle eenheden van de Iowaklasse in dienst stellen. Zij werden voorzien van modern afweergeschut, lucht- en zeedoelraketten en Tomahawk-kruisraketten. Met hun zware artillerie zijn ze nog ingezet voor kustbombardementen in Libanon en Irak. Rond 1990 zijn ze weer uit dienst genomen. Thans zijn de overgebleven schepen van de Iowaklasse, USS Missouri, USS Wisconsin, USS New Jersey, en USS Iowa, opengesteld voor het publiek als museumschepen.

### Slagkruisers
Kort na de introductie van de Dreadnought verscheen ook de slagkruiser. Een schip met dezelfde zware bewapening, maar met een verminderd pantser. Het vrijgekomen gewicht werd ditmaal gebruikt om zwaardere machines te installeren teneinde kruisersnelheid te halen. Een misrekening zoals in de Eerste Wereldoorlog bleek. Omdat de slagkruisers dezelfde bewapening voerden en net zo oogden als de slagschepen werden ze in de linie gebruikt waar ze slecht bestand bleken tegen zware granaten. Tijdens de Zeeslag bij Jutland gingen aan Engelse zijde drie slagkruisers verloren, maar vooral door zwakheden in de constructie. Eén Duitse slagkruiser werd opgegeven en door de eigen bemanning tot zinken gebracht.
Sommige snelle slagschepen werden na de Eerste Wereldoorlog nog wel aangeduid als slagkruisers (zoals de Duitse Scharnhorst en Gneisenau).

## Nederland
De Koninklijke Marine heeft nooit slagschepen gehad uit het zogenaamde Dreadnought tijdperk. Wel waren kort voor de Eerste Wereldoorlog plannen om negen slagschepen van 24.600 ton te bouwen met een hoofdbewapening van acht kanonnen van 14 inch (355.6 mm). De bouw werd als gevolg van de oorlog geannuleerd.
In 1939 werden opnieuw plannen gemaakt voor drie slagkruisers van 28.000 ton met negen kanonnen van 280 mm. In februari 1940 werd met de bouw begonnen. Doordat Nederland drie maanden later bij de Tweede Wereldoorlog werd betrokken, werd andermaal de bouw stopgezet. Het ontwerp van deze schepen was grotendeels gebaseerd op dat van de Duitse Gneisenau-klasse. Deze schepen waren vooral een antwoord op de Japanse Mogamiklasse van zware kruisers. Lichter dan de Gneisenau boden ze dan ook slechts bescherming tegen 8-inch- of 203mm-granaten. Het plan was binnen de marinetop overigens niet onomstreden: diverse stafofficieren wilden het beschikbare budget liever besteden aan meerdere kleinere schepen als torpedobootjagers en kruisers en aan vliegtuigen. Hun bezwaar was onder andere dat de bouwtijd erg lang zou gaan duren en het moeite zou gaan kosten dergelijke grote schepen te bemannen.
Het grootste pantserschip dat bij de Koninklijke Marine in dienst is geweest is de pre-dreadnought De Zeven Provinciën van 5.644 ton en twee kanonnen van 280 mm.